# Vistahermosa
Vistahermosa es un barrio de la ciudad española de Alicante. Según el padrón municipal, cuenta en el año 2022 con una población de 6041 habitantes (3160 mujeres y 2881 hombres).
Antiguamente el barrio fue conocido como Vistahermosa de la Cruz, pues allí se encontraba  un hito de piedra representado por una cruz.

## Localización
Vistahermosa está delimitado por los barrios de Juan XXIII al norte, el mar Mediterráneo al sur, Albufereta al este y por Garbinet, Pla del Bon Repós, Raval Roig-Virgen del Socorro y Ensanche Diputación al oeste. Dentro de sus límites queda comprendida gran parte de la Sierra Grossa, así como los barrios populares de La Goteta, Sangueta y el Barrio Obrero de Vistahermosa.

## Población
Según el padrón municipal de habitantes de Alicante, la evolución de la población del barrio de Vistahermosa en los últimos años, del 2011 al 2022, tiene los siguientes números:
|              | 2011 | 2012  | 2013  | 2014  | 2015  | 2016   | 2017  | 2018   | 2019   | 2020  | 2021  | 2022 |
| ------------ | ---- | ----- | ----- | ----- | ----- | ------ | ----- | ------ | ------ | ----- | ----- | ---- |
| Población    | 5934 | 5896  | 5841  | 5818  | 5759  | 5655   | 5716  | 5834   | 5943   | 5976  | 6021  | 6041 |
| (Diferencia) |      | (-38) | (-55) | (-23) | (-59) | (-104) | (+61) | (+118) | (+109) | (+33) | (+45) | (+20 |

## Antecedentes
Los terrenos de este barrio estaban en el camino hacia la Huerta de Alicante. También, eran y son el recorrido romero hacia el Monasterio de la Santa Faz, con sus estaciones del vía crucis y las paraetas habituales.
En la zona unos pocos propietarios tenían grandes extensiones de terreno. Con el paso del tiempo, empezaron a construirse algunas viviendas, principalmente en la avenida de la Albufereta, lugar por donde pasaba el tranvía hacia San Juan. En el año 1966 se levantó el llamado Complejo Vistahermosa, la primera actuación urbanística importante en el entorno con 19 edificios de 15, 10 y 5 alturas y un total de 426 viviendas.
El barrio se ha ido convirtiendo en la zona elegida para instalar colegios, clínicas y varios concesionarios de coches. Además, en su lado sur, el conocido como barrio de La Goteta se encuentra el centro comercial Plaza Mar 2, que cuenta con hipermercado, salas de cine, restaurantes y un extenso grupo de tiendas.
Las amplias zonas verdes y el tipo de construcción de viviendas sitúan al barrio como referente en modelo de crecimiento. Las principales calles y avenidas disponen de carril bici. 

## Circuito de Vistahermosa
Después de la guerra civil española, durante muchos años, en este barrio se disputaron carreras de motos. Se había establecido un circuito que, rodeando la sierra Grossa en sentido contrario al reloj, bajaba por la carretera de Valencia, giraba hacia la Cantera y subía por la avenida de Villajoyosa. Cuando llegaba a la zona donde en 1969 se levantó la Isleta, ascendía en un giro imposible bordeando la montaña por la avenida de la Albufereta para llegar a línea de meta, completando así el recorrido de poco más de 6 km. Se cree que también se circulaba a la inversa.
Dadas las dificultades de organizar estos eventos sobre carreteras en servicio, durante algunos años las competiciones se trasladaron al puerto pesquero. Sin embargo, este espacio terminó siendo pequeño para la gran afluencia de aficionados y el Moto Club Alicante consiguió de las autoridades el regreso al circuito anterior.
Así, el domingo 7 de febrero de 1965 se organizó el I Trofeo Internacional Fiestas de Invierno, que reunió a más de 70 000 espectadores y contó con la participación de 63 pilotos, entre ellos el campeón mundial de aquel año, el suizo Luigi Taveri que terminaría viviendo años después en la provincia. Esta competición se celebró en seis ocasiones, desde 1965 hasta el año 1970, cuando se dejó de realizar.
El piloto Ángel Nieto fue uno de los muchos campeones que compitieron en este circuito, ganando en 1967 la prueba de 50 cc y en 1969 las de 74 cc y 125 cc.
En 1949 murieron tres pilotos en una carrera, hecho que conmocionó a toda la sociedad alicantina. Hoy en día, por este circuito circulan los vehículos a diario, y la memoria popular de la ciudad casi ha borrado su recuerdo.

## Fiestas
En el barrio hay varias comisiones de hogueras: 
- Barrio Obrero: que planta en el Barrio Obrero de Vistahermosa.
- La Marina: que planta en La Sangueta, en la estación de tren de La Marina.

Hay otras dos hogueras que abarcan parte del barrio, si bien la zona que les da el nombre está en otro barrio: Pla del Bon Repós-La Goteta, que abarca, dentro del barrio, la zona de la Goteta, y José Ángel Guirao, que abarca una pequeña zona de Vistahermosa, en torno a la Clínica Vistahermosa.